# Vietnamese Arbeiders- en Boerenpartij
De Vietnamese Arbeiders- en Boerenpartij (Vietnamees: Đảng Công Nông Việt Nam, DCNVN) was een Zuid-Vietnamese sociaaldemocratische politieke partij die van 1969 tot 1975 bestond. 

## Geschiedenis
De DCNVN werd in 1969 opgericht op initiatief van Nguyen Ba Can. De partij zelf was een fusie van twee kleinere sociaaldemocratische partijen, de Sociaaldemocratische Unie en de Algemene Confederatie van Vietnamese Arbeiders. Deze laatste organisatie was tevens een vakvereniging. Sinds haar oprichting maakte de DCNVN deel uit van het Nationaal Sociaaldemocratisch Front, een koepelorganisatie van verschillende Zuid-Vietnamese politieke partijen onder het leiderschap van Nguyen Van Thieu, de president van de republiek.
In de chaotische laatste dagen van het Zuid-Vietnamese regime, diende Nguyen Ba Can nog korte tijd als premier van het land. Hij gaf leiding aan een regering van nationale eenheid (4 april - 24 april 1975), wier macht echter niet verder reikte dan de belegerde hoofdstad Saigon. Na de val van de hoofdstad werd de DCNVN ontbonden.
De DCNVN hanteerde de vlag van het Nationaal Sociaaldemocratisch Front als partijvlag.